# 아시안 하이웨이 42호선
아시안 하이웨이 42호선(AH42, )은 중화인민공화국 란저우시에서 출발, 네팔을 거쳐 인도 자르칸드주의 바히까지 총 연장 3,754km의 구간으로 이어주는 아시안 하이웨이 노선이자 고속도로 노선망이다. 그러나 이 고속도로는 아시안 하이웨이 1호선, 아시안 하이웨이 2호선, 아시안 하이웨이 5호선 등이 동시에 만난다.

## 주요 경유지

### 중화인민공화국
- 국도 제109호선 (중국)(영어판)(G109) : 란저우시 - 시닝시 - 거얼무시 - 라싸시
- 국도 제318호선 (중국)(영어판)(G318): 라싸시 - 장무진(중국어판)

### 네팔
- 아라니코 고속도로(영어판) : 코다리(영어판) - 카트만두
- 트리부반 고속도로(영어판) : 카트만두 - 바랏푸르 (AH2와 접촉) - 비르간지

### 인도
- 인도 국도 제527D호선 : 락자울(영어판) - 모티하리(영어판) - 피프라코티
- 인도 국도 제27호선 : 피프라코티 - 무자파버
- 인도 국도 제22호선 : 무자파버
- 인도 국도 제122호선 : 무자파버 - 바라우니(영어판)
- 인도 국도 제31호선 : 바라우니(영어판) - 바(영어판) - 박샤버(영어판)
- 인도 국도 제20호선 : 박샤버(영어판) - 비하르 샤리프(영어판) - 나와다(영어판) - 바히(영어판)